# Legacy (альбом Poco)
Legacy (с англ. — «наследие») — девятнадцатый студийный альбом американской кантри-рок-группы Poco, выпущенный 23 сентября 1989 года. Альбом добрался до 40 позиции в чарте Billboard 200. Legacy был вторым альбомом Poco, который получил статус золотого.

## Об альбоме
Песни для альбома записывались на трёх различных студиях, в составе пяти оригинальных участников Poco: Джим Мессина, Ричи Фьюрей, Расти Янг, Рэнди Мейснер, Джордж Грантхэм, через 20 лет после выпуска дебютного альбома Pickin' Up the Pieces. Гостевое участие приняли бывший басист Poco Тимоти Би Шмит, а также, барабанщик Toto Джефф Поркаро и Ричард Маркс.
Композиция «Nothin’ to Hide», написанная Ричардом Марксом и Брюсом Гейтчем, была выпущена в качестве сингла и заняла 39 место в чарте Billboard Hot 100 и 10 места в чарте Adult Contemporary. Продюсером сингла также выступил Маркс. Ещё одним крупным синглом стала песня «Call It Love», написанная Джимом Мессиной при участии сторонних авторов. Би-сайдом к ней стала «Lovin’ You Every Minute», написанная Мессиной в соавторстве с Майклом Брэди, а на CD-издание и британское издание 12" пластинки добавлена «Who Else», написанная Расти Янгом и Майком Ноблом. Сингл добрался до 18 места в «Горячей сотне», 2 места в Adult Contemporary и 3 в Mainstream Rock.
Другие два сингла «The Nature of Love», написанный Джеффом Силбаром, Ваном Стивенсоном, и «What Do People Know», написанный Янгом, были менее успешны. «The Nature of Love» попала только в чарт Mainstream Rock на 30 место, а «What Do People Know» на 24 место чарта Adult Contemporary.

## Список композиций

### LP-версия
1. «When It All Began» (Стив Паш, Энтони Кризан[2], Ричи Фьюрей, Скотт Селлен) — 3:36
2. «Call It Love» (Рон Гилбью, Билли Крэйн, Джим Мессина[2], Рик Лоноу) — 4:17
3. «The Nature of Love» (Джефф Силбар, Ван Стивенсон) — 4:03
4. «What Do People Know» (Расти Янг) — 3:52
5. «Follow Your Dreams» (Мессина) — 2:56
6. «Rough Edges» (Янг, Рэдни Фостер, Билл Ллойд) — 3:08
7. «Nothin’ to Hide» (Ричард Маркс, Брюс Гейтч) — 5:12
8. «Who Else» (Янг, Майк Нобл) — 4:01
9. «Lovin’ You Every Minute» (Мессина, Майкл Брэди) — 3:10
10. «If It Wasn’t for You» (Фьюрей, Селлен) — 4:16

### CD-версия
1. «When It All Began» — 3:36
2. «Call It Love» — 4:17
3. «The Nature of Love» — 4:03
4. «What Do People Know» — 3:52
5. «Nothin’ to Hide» — 5:12
6. «Look Within» (Мессина) — 5:03
7. «Rough Edges» — 3:08
8. «Who Else» — 4:01
9. «Lovin’ You Every Minute» — 3:10
10. «If It Wasn’t for You» — 4:16
11. «Follow Your Dreams» — 2:56

## Участники записи
Poco
- Джим Мессина — гитара, вокал, основной вокал на «Follow Your Dreams», «Lovin' You Every Minute» и «Look Within»[3]
- Ричи Фьюрей — гитара, двенадцатиструнная гитара, вокал, основной вокал на «When It All Began» и «If It Wasn’t for You»
- Расти Янг — стил-гитара, банджо, добро, гитара, фортепиано, основной вокал на «Call It Love», «What Do People Know» и «Who Else»
- Рэнди Мейснер — бас-гитара, гитара, вокал, основной вокал на «The Nature of Love», «Rough Edges» и «Nothin' to Hide»
- Джордж Грантхэм — ударные, вокал[2]

Другие музыканты
- Тимоти Би Шмит — бас-гитара
- Паулино Да Коста — перкуссия
- Лилианд Склар — бас-гитара
- Джефф Поркаро — ударные
- Ричард Маркс — вокал, продюсер «Nothin' to Hide»
- Гари Маллабер — ударные
- Билли Пэйн — клавишные
- Фрэнк Марокко — аккордеон
- Джеффри Вонстон — клавишные
- Джо Чимэй — вокал

Производство
- Дэвид Коул — продюсер, инженер
- Питер Доелл — инженер
- Рик Холбрук — инженер
- Стив Холройд — инженер
- Кен Фелтон — ассистент инженера
- Джесси Кэннер — ассистент инженера
- Джим Шеа — фотография
- Лендон Флэнеган — иллюстрация
- DZN — арт-дирекция, дизайн